# Talant
Talant ist eine französische Gemeinde mit 11.986 Einwohnern (Stand 1. Januar 2022) im Département Côte-d’Or in der Region Bourgogne-Franche-Comté.

## Geografie
Die Gemeinde ist ein Vorort von Dijon und gehört zum Gemeindeverband Dijon Métropole.

## Geschichte
1208 wurde die Kirche von Talant gebaut. Bereits seit dem 20. Juli 1908 steht sie unter Denkmalschutz. Die kleine Kirche wurde aufgrund eines Bevölkerungsanstiegs vergrößert. Zwischen 1973 und 1975 fand eine große Restaurierung statt.

## Kultur und Sehenswürdigkeiten
Die Orgel der Kirche mit einer Grablegungsgruppe aus dem 16. Jahrhundert war 1958 ursprünglich für die Kirche von Taizé entworfen worden und kam 1974 nach Talant. Nach der Einweihung der ersten bemalten Kirchenfenster im Oktober 1996 sind seit dem 15. November 1996 alle 46 Kirchenfenster bemalt.

## Städtepartnerschaften
- Gimbsheim, Rheinland-Pfalz
- Mascouche, Québec (Kanada)

## Bevölkerungsentwicklung
| Jahr                       | 1962  | 1968  | 1975  | 1982   | 1990   | 1999   | 2007   | 2016   |
| Einwohner                  | 1.988 | 3.210 | 4.436 | 11.665 | 12.860 | 12.176 | 11.778 | 11.702 |
| Quellen: Cassini und INSEE |       |       |       |        |        |        |        |        |